# 4062 Скјапарели
4062 Скјапарели (енгл. 4062 Schiaparelli) је астероид главног астероидног појаса са средњом удаљеношћу од Сунца која износи 2,242 астрономских јединица (АЈ). Назван је у част италијанског астронома Ђованија Скјапарелија.
Апсолутна магнитуда астероида је 13,8.